# میرامبل
میرامبل (به اسپانیایی: Mirambel) یک شهرستان در اسپانیا است که در استان تروئل واقع شده‌است.

## خصوصیات
میرامبل ۴۵ کیلومترمربع مساحت و ۱۳۷ نفر جمعیت دارد.